# 多花水苋
多花水苋（学名：Ammannia multiflora）为千屈菜科水苋菜属下的一个种。其种加词“multiflora”意为“多花的”。
现接受名为耳叶水苋、耳基水苋菜（Ammannia auriculata Willd., 1803）。